# Puerto Acosta
Puerto Acosta (bis 1908 Huaycho, Quechua und Aymara Waychu) ist eine Ortschaft im Departamento La Paz im Hochland des südamerikanischen Anden-Staates Bolivien. Benannt wurde die Ortschaft nach Nicolás Acosta, einem bolivianischen Intellektuellen des 19. Jahrhunderts.

## Lage im Nahraum
Puerto Acosta ist der zentrale Ort des Municipios Puerto Acosta und Verwaltungssitz der Provinz Eliodoro Camacho. Der Ort liegt am rechten Ufer des Río Huaycho, der bei Villapuni in den Titicacasee mündet. Die Ortschaft liegt auf einer Höhe von 3841 m am nordöstlichen Ufer des Titicacasees, fünfzehn Kilometer südöstlich von der Grenze zu Peru.

## Geographie
Puerto Acosta liegt auf dem bolivianischen Altiplano am Westrand der Cordillera Real.
Die mittlere Durchschnittstemperatur der Region liegt bei knapp 9 °C, der Jahresniederschlag beträgt etwa 850 mm (siehe Klimadiagramm Puerto Acosta). Die Region weist ein ausgeprägtes Tageszeitenklima auf, die Monatsdurchschnittstemperaturen schwanken nur unwesentlich zwischen knapp 6 °C im Juli und gut 10 °C von November bis Januar. Die Monatsniederschläge liegen zwischen unter 15 mm in von Juni bis August und einer Feuchtezeit von Dezember bis März mit Werten zwischen 120 und 170 mm.

## Verkehrsnetz
Puerto Acosta liegt in einer Entfernung von 185 Straßenkilometern nordwestlich von La Paz, der Hauptstadt des gleichnamigen Departamentos.
Von La Paz führt die asphaltierte Nationalstraße Ruta 2 in nördlicher Richtung 70 Kilometer bis Huarina. Von dort führt die Ruta 16 nach Nordwesten über Achacachi nach Escoma und anschließend nach Norden weiter in Richtung Tiefland. Von Escoma führt eine weitere Straße parallel zum Ufer des Titicacasees weiter nach Nordwesten und erreicht schließlich Puerto Acosta.

## Bevölkerung
Die Einwohnerzahl der Ortschaft ist in den vergangenen beiden Jahrzehnten um etwa ein Drittel angestiegen:
| Jahr | Einwohner | Quelle       |
| ---- | --------- | ------------ |
| 1992 | 1081      | Volkszählung |
| 2001 | 1123      | Volkszählung |
| 2012 | 1359      | Volkszählung |
| 2024 |           | Volkszählung |

Die Region weist einen hohen Anteil an Aymara-Bevölkerung auf, im Municipio Puerto Acosta sprechen 99,1 Prozent der Bevölkerung Aymara.